# Poplavka, Cervonoarmiisk
Poplavka (în ucraineană Поплавка) este un sat în comuna Ialînivka din raionul Cervonoarmiisk, regiunea Jîtomîr, Ucraina.

## Demografie
Componența lingvistică a localității Poplavka
     Ucraineană (95,89%)
     Rusă (1,37%)
Conform recensământului din 2001, majoritatea populației localității Poplavka era vorbitoare de ucraineană (95,89%), existând în minoritate și vorbitori de rusă (1,37%).